# Minuartia austromontana
Minuartia austromontana là loài thực vật có hoa thuộc họ Cẩm chướng. Loài này được S.J.Wolf & Packer mô tả khoa học đầu tiên năm 1979.